# Epithele fasciculata
Epithele fasciculata är en svampart som först beskrevs av Gordon Herriot Cunningham, och fick sitt nu gällande namn av Boidin & Gilles 1986. Epithele fasciculata ingår i släktet Epithele och familjen Polyporaceae.   Inga underarter finns listade i Catalogue of Life.